# Папиниан
Емилий Папиниан, Папиниан (на латински: Aemilius Papinianus; * 142; † 212) е римски юрист, magister libellorum и по-късно преториански префект при император Септимий Север.

## Биография
Вероятно е роден в Сирия, в Емеса. Роднина е с Юлия Домна, втората съпруга на Септимий Север.
Според Historia Augusta Папиниан следва право заедно със Септимий Север при Квинт Цервидий Сцевола. Работи като юрист. Негов асесор е Улпиан. През 205 г. става преториански префект след смъртта на Гай Фулвий Плавциан.
Папиниан е приятел на Септимий Север (193 – 211) и го придружава в провинция Британия. Преди смъртта си Септимий Север му поверява синовете си. Папиниан не успява да намали омразата между тях.
През 211 г. Каракала поръчва убийството на брат си Гета и неговите приятели. По-късно Папиниан също е убит пред очите на Каракала, понеже не оправдава юридически постъпката му.
Автор е на произведенията Quaestiones в 37 книги (написани преди 198), Responsa (написано между 204 г. и неговата смърт), Definitiones и De adulteriis.